# Jakub (film)
Jakub (ang. Jakob, wł. Giacobbe) – film religijny w koprodukcji amerykańsko-europejskiej na podstawie biblijnej Księgi Rodzaju i powieści Francesca Marii Nappiego pt. Giacobbe, opowiadający o losach patriarchy Jakuba. Film wyreżyserował w 1994 Peter Hall. Autorem scenariusza był Lionel Chetwynd. Muzykę do obrazu skomponowali Marco Frisina i Ennio Morricone.
Pierwsza projekcja filmu odbyła się w Stanach Zjednoczonych 4 grudnia 1994. Włoską wersję językową pierwszy raz zaprezentowano w telewizji Raiuno 12 grudnia tego samego roku. Zobaczyło ją wówczas 7 725 000 widzów, co stanowiło prawie 26% widowni. Obraz jest drugą po Abrahamie częścią serii filmowej przedstawiającej postacie biblijne, wydawanej stopniowo na płytach DVD przez włoskie wydawnictwo San Paolo i w innych krajach.
Różne telewizje i domy wydawnicze, zajmujące się dystrybucją filmu na płytach DVD w wielu krajach świata, nadawały mu różne tytuły: Biblia: Jakub czy Jakub: TNT Historia biblijna.
Film był kręcony w Warzazat w Maroku.

## Fabuła
W filmie przedstawiona zostaje historia biblijnego patriarchy Jakuba (Matthew Modine), potomka obietnic przekazanych protoplaście Abrahamowi. Po oszukaniu swego brata Ezawa (Sean Bean) Jakub trafia do domu Labana (Giancarlo Giannini). Przez siedem lat pracuje dla przyszłego teścia, ale ten nie chce dać mu swej córki Racheli (Lara Flynn Boyle). Pragnie, by zgodnie ze zwyczajem, najpierw opuściła dom starsza córka Lea (Juliet Aubrey). Po kolejnych latach Jakubowi udało się opuścić dom teścia, stając się bogatszym w liczne potomstwo i stada. Powrócił do Kanaanu i pogodził się ze swoim bratem bliźniakiem.

## Obsada
- Matthew Modine jako Jakub
- Lara Flynn Boyle jako Rachela
- Sean Bean jako Ezaw
- Joss Ackland jako Izaak
- Juliet Aubrey(inne języki) jako Lea
- Irene Papas jako Rebeka
- Giancarlo Giannini jako Laban
- Christoph Waltz jako Morasz
- Christoph M. Ohrt jako Beor
- Philip Locke jako wieszcz
- Daniel Newman(inne języki) jako Ruben
- Cecilia Dazzi(inne języki) jako Bilha
- Yvonne Sciò(inne języki) jako Judyta
- Garry Cooper(inne języki) jako Kananejczyk